# Бенсусан хан
Бенсусан хан (на гръцки: Μπενσουσάν Χαν) е бивш хан, гостилница от османско време в Солун, днес в Гърция.

## Местоположение
Сградата е разположена в южния квартал Горна Лададика (Ано Лададика), в края на улица „Едеса“ № 6.

## История
Ханът е построен между 1894 и 1907 година, със сигурност преди Големия пожар от 1917 година. Сградата е една от малото оцелели от този пожар в града. Първият документ на сградата е от 1920 година и е завещанието на починалия Самуил Б. Бенсусан, в което посочва наследниците си. Той е солунски търговец, активен в квартала на хана и в съседния Франкомахала. След разрушаването на стената в 1869 година Самуил купува голяма площ земя в квартала (по-голяма от тази на днешната сграда) и по-късно построява хан, който се състои от приземен етаж с магазини, ниво с характерен осмоъгълен дизадйн и покрив от метал и стъкло.
В края на 1920 година след смъртта на Самуил ханът е закупен от търговеца Зотиадис, чиито наследници го държат до около 1980 година. В хана има магазини, кафене, нотариални кантори, складове и други. Вътрешността на сградата пострадва значително във времето. В 1985 година сградата е обявена за исторически паметник.

## Архитектура
В архитектурно отношение е сграда с еклектични елементи, която включва партер и първи етаж. На приземния етаж има магазини. Етажът е организиран около осмоъгълно пространство, покрито със стъклен покрив. Вътрешният двор позволява на светлината и въздуха да навлизат във вътрешността. От особен интерес е разположението на фалшивите колони във вертикални оси, коринтските капители на фалшивите колони на етажа, фалшивите балкони, които имат сложни железни парапети. Във вътрешността помещенията комуникират помежду си чрез междинни врати. Характерни са железните врати.